# عقد 330 ق م
عقد 330 ق م هو عقد امتد بين 31 ديسمبر 339 ق م و1 يناير 330 ق م بحسب التقويم اليولياني البروليبتي (التقويم الميلادي). سبقه عقد 340 ق م ولحقه عقد 320 ق م.

## كتب
- Yves Denis Papin (1998). Chronologie de l'histoire ancienne. Lieu de publication non identifié: Éditions Jean-paul Gisserot. ISBN:2-87747-346-5. OCLC:40746926. مؤرشف من الأصل في 2022-03-16.
- موسوعة حضارة العالم (2002) لأحمد محمد عوف.

## روابط خارجية
- تصفح سنة بسنة عقد 330 ق م على موقع onthisday.com
- تصفح سنة بسنة عقد 330 ق م ابتداءً من سنة عقد 330 ق م على موقع المكتبة الوطنية الفرنسية
- التسلسل الزمني للتاريخ الحربي قبل الميلاد على موسوعة التاريخ الحربي.